# Gran Premio de las Naciones de Motociclismo de 1956
El Gran Premio de las Naciones de Motociclismo de 1956 fue la sexta y última prueba de la temporada 1956 del Campeonato Mundial de Motociclismo. El Gran Premio se disputó el 9 de septiembre de 1956 en el Autodromo Nacional de Monza.

## Resultados 500cc
La carrera de 500cc fue un gran éxito para Gilera, que se llevó todos los cajones del podio con Geoff Duke, Libero Liberati y Pierre Monneret, mientras que Reg Armstrong ocupó el cuarto lugar. Ante la ausencia del campeón del mundo lesionado John Surtees, la Moto Guzzi Otto Cilindri no arrancó. Ken Kavanagh se negó a pilotarla más y su sustituto Bill Lomas se había roto la muñeca durante la carrera de 350cc. La Gilera 500 4C también resultó ser muy fiable.
| Pos.    | Piloto                   | Equipo     | Tiempo/Retirado | Puntos |
| ------- | ------------------------ | ---------- | --------------- | ------ |
| 1       | Geoff Duke               | Gilera     | 1:05"59'2       | 8      |
| 2       | Libero Liberati          | Gilera     | +0'1            | 6      |
| 3       | Pierre Monneret          | Gilera     | +40'8           | 4      |
| 4       | Reg Armstrong            | Gilera     | +1"18'0         | 3      |
| 5       | Carlo Bandirola          | MV Agusta  | +1"38'0         | 2      |
| 6       | Walter Zeller            | BMW        | +1"38'4         | 1      |
| 7       | Roberto Colombo          | MV Agusta  | +1"54'6         |        |
| 8       | Alfredo Milani           | Gilera     | +1 Vuelta       |        |
| 9       | Gerold Klinger           | BMW        | +2 Vueltas      |        |
| 10      | Ernst Hiller             | BMW        | +2 Vueltas      |        |
| 11      | Ernst Riedelbauch        | BMW        | +2 Vueltas      |        |
| 12      | John Storr               | Norton     | +2 Vueltas      |        |
| 13      | Giuseppe Cantoni         | Gilera     | +3 Vueltas      |        |
| Ret     | Keith Campbell           | Moto Guzzi | Ret             |        |
| Ret     | Alois Huber              | BMW        | Ret             |        |
| Ret     | Jacques Collot           | Norton     | Ret             |        |
| Ret     | Jean-Pierre Bayle        | Norton     | Ret             |        |
| Ret     | Jackie Wood              | Norton     | Ret             |        |
| Ret     | William Hall             | Norton     | Ret             |        |
| Ret     | Artemio Cirelli          | Gilera     | Ret             |        |
| Ret     | Enrico Galante           | Norton     | Ret             |        |
| Ret     | Francesco Guglielminetti | Norton     | Ret             |        |
| Ret     | Gerardo Düring           | Matchless  | Ret             |        |
| Ret     | Giuseppe Mantelli        | Gilera     | Ret             |        |
| Ret     | Martino Giani            | Gilera     | Ret             |        |
| Ret     | Paolo Campanelli         | Gilera     | Ret             |        |
| Ret     | Sergio Pinza             | Moto Guzzi | Ret             |        |
| Ret     | Umberto Masetti          | MV Agusta  | Ret             |        |
| Ret     | Martinus Van Son         | Matchless  | Ret             |        |
| Ret     | Olle Nygren              | Matchless  | Ret             |        |
| Fuente: |                          |            |                 |        |

## Resultados 350cc
El debut de la Gilera 350 4C fue muy bien. Geoff Duke se retiró, pero Libero Liberati ganó por más de un minuto de ventaja sobre Dickie Dale con la Moto Guzzi Monocilindrica 350 y casi dos minutos sobre Roberto Colombo con la MV Agusta 350 4C. Los pilotos del DKW RM 350 llegaron todos a una vuelta. El nuevo campeón mundial Bill Lomas se cayó y se rompió una muñeca.
| Pos. | Piloto            | Equipo        | Tiempo/Retirado | Puntos |
| ---- | ----------------- | ------------- | --------------- | ------ |
| 1    | Libero Liberati   | Gilera        | 52"12'9         | 8      |
| 2    | Dickie Dale       | Moto Guzzi    | +1"15'3         | 6      |
| 3    | Roberto Colombo   | MV Agusta     | +1"48'3         | 4      |
| 4    | Karl Hofmann      | DKW           | +1 Vuelta       | 3      |
| 5    | Cecil Sandford    | DKW           | +1 Vuelta       | 2      |
| 6    | August Hobl       | DKW           | +1 Vuelta       | 1      |
| 7    | Hans Bartl        | DKW           | +1 Vuelta       |        |
| 8    | Umberto Masetti   | MV Agusta     | +1 Vuelta       |        |
| 9    | Arthur Wheeler    | Moto Guzzi    | +2 Vueltas      |        |
| 10   | John Storr        | Norton        | +2 Vueltas      |        |
| 11   | Jean-Pierre Bayle | Norton        | +3 Vueltas      |        |
| 12   | Alfredo Flores    | Moto Guzzi    | +4 Vueltas      |        |
| 13   | Martinus Van Son  | Norton        | +4 Vueltas      |        |
| 14   | Fritz Kläger      | Schnell-Horex | +5 Vueltas      |        |
| 15   | Heinz Kauert      | AJS           | +5 Vueltas      |        |
| 16   | Albert Montagne   | Norton        | +5 Vueltas      |        |
| Ret  | Keith Campbell    | Moto Guzzi    | Ret             |        |
| Ret  | Ken Kavanagh      | Moto Guzzi    | Ret             |        |
| Ret  | Xaver Heiß        | Onbekend      | Ret             |        |
| Ret  | Jacques Collot    | Norton        | Ret             |        |
| Ret  | Bill Lomas        | Moto Guzzi    | Ret             |        |
| Ret  | Geoff Duke        | Gilera        | Ret             |        |
| Ret  | Jackie Wood       | Norton        | Ret             |        |
| Ret  | William Hall      | Norton        | Ret             |        |
| Ret  | Olle Nygren       | AJS           | Ret             |        |

## Resultados 250cc
La Moto Guzzi Bialbero 250 no se había desarrollado lo suficiente pero aun así, Enrico Lorenzetti terminó muy poco por detrás del ganador y campeón del mundo Carlo Ubbiali con la MV Agusta 250 Monocilindrica Bialbero. Lorenzetti pasó del octavo al tercer puesto en la general final.
| Pos. | Piloto             | Equipo     | Tiempo/Retirado | Puntos |
| ---- | ------------------ | ---------- | --------------- | ------ |
| 1    | Carlo Ubbiali      | MV Agusta  | 45' 26" 7       | 8      |
| 2    | Enrico Lorenzetti  | Moto Guzzi | +1" 9           | 6      |
| 3    | Remo Venturi       | MV Agusta  | +15" 5          | 4      |
| 4    | Luigi Taveri       | MV Agusta  | +1' 06"         | 3      |
| 5    | Alano Montanari    | Moto Guzzi | +1' 12" 9       | 2      |
| 6    | Sammy Miller       | NSU        | +1 Vuelta       | 1      |
| 7    | Horst Kassner      | NSU        | +1 Vuelta       |        |
| 8    | Roland Heck        | NSU        | +1 Vuelta       |        |
| 9    | Kees Koster        | NSU        | +1 Vuelta       |        |
| 10   | Arthur Wheeler     | Moto Guzzi | +1 Vuelta       |        |
| 11   | Fritz Kläger       | NSU        | +2 Vueltas      |        |
| 12   | Guido Paciocca     | Moto Guzzi | +2 Vueltas      |        |
| 13   | Jean-Pierre Bayle  | NSU        | +2 Vueltas      |        |
| 14   | Adolf Heck         | Adler      | +3 Vueltas      |        |
| 15   | Siegfried Lohmann  | Adler      | +3 Vueltas      |        |
| Ret  | Florian Camathias  | NSU        | Ret             |        |
| Ret  | Bill Webster       | MV Agusta  | Ret             |        |
| Ret  | Bruno Francisci    | Moto Guzzi | Ret             |        |
| Ret  | Günter Beer        | Adler      | Ret             |        |
| Ret  | Lanfranco Baviera  | Moto Guzzi | Ret             |        |
| Ret  | Cecil Sandford     | FB Mondial | Ret             |        |
| Ret  | Cristoforo Fattori | n.d.       | Ret             |        |
| Ret  | Tarquinio Provini  | FB Mondial | Ret             |        |
| Ret  | Massimo Genevini   | Moto Guzzi | Ret             |        |
| Ret  | Alfredo Flores     | Moto Guzzi | Ret             |        |
| Ret  | Alberto Gorini     | Moto Guzzi | Ret             |        |
| Ret  | Stamback           | Benelli    | Ret             |        |

## Resultados 125cc
Romolo Ferri se retiró de la última carrera con su Gilera 125 GP bicilíndrica, pero terminó segundo en la general del Mundial por detrás de Carlo Ubbiali. Tarquinio Provini llevó su Mondial 125 Bialbero al segundo lugar, a solo cuatro décimas de Ubbiali. Renato Sartori fue tercero con la Mondial.
| Pos. | Piloto             | Moto       | Tiempo/Retirado | Puntos |
| ---- | ------------------ | ---------- | --------------- | ------ |
| 1    | Carlo Ubbiali      | MV Agusta  | 38' 38" 2       | 8      |
| 2    | Tarquinio Provini  | FB Mondial | +0" 4           | 6      |
| 3    | Renato Sartori     | FB Mondial | +57" 4          | 4      |
| 4    | Luigi Taveri       | MV Agusta  | +1' 39" 8       | 3      |
| 5    | Sandro Artusi      | Ducati     | +1 Vuelta       | 2      |
| 6    | Karl Hofmann       | DKW        | +1 Vuelta       | 1      |
| 7    | Alberto Gandossi   | Ducati     | +1 Vuelta       |        |
| 8    | August Hobl        | DKW        | +1 Vuelta       |        |
| 9    | Olle Nygren        | Ducati     | +2 Vueltas      |        |
| 10   | John Grace         | Montesa    | +2 Vueltas      |        |
| 11   | Massimo Genevini   | MV Agusta  | +2 Vueltas      |        |
| 12   | Bill Webster       | MV Agusta  | +2 Vueltas      |        |
| 13   | Luigi Falconi      | Ducati     | +3 Vueltas      |        |
| 14   | Caver Heiss        | L.W.H.     | +3 Vueltas      |        |
| Ret  | Alberto Capocci    | FB Mondial | Ret             |        |
| Ret  | Fortunato Libanori | MV Agusta  | Ret             |        |
| Ret  | Romolo Ferri       | Gilera     | Ret             |        |
| Ret  | Enzo Vezzalini     | MV Agusta  | Ret             |        |
| Ret  | Gilberto Milani    | MV Agusta  | Ret             |        |
| Ret  | Cecil Sandford     | FB Mondial | Ret             |        |
| Ret  | Guiseppe Mantelli  | Ducati     | Ret             |        |
| Ret  | Florian Camathias  | MV Agusta  | Ret             |        |
| Ret  | Mario Carini       | FB Mondial | Ret             |        |
| Ret  | Willi Scheidhauer  | Ducati     | Ret             |        |
| Ret  | Alfredo Milani     | MV Agusta  | Ret             |        |
| Ret  | Federigo Bettoni   | MV Agusta  | Ret             |        |
| Ret  | Giuliano Maoggi    | Ducati     | Ret             |        |
| Ret  | Roberto Pionava    | MV Agusta  | Ret             |        |